# Spiranthes casei
Spiranthes casei là một loài thực vật có hoa trong họ Lan. Loài này được Catling & Cruise miêu tả khoa học đầu tiên năm 1974.